# Nagroda imienia Borisa Majorowa
Nagroda imienia Borisa Majorowa (ros. Приз имени Бориса Майорова; wzgl. Приз «Лучшему снайперу» – Nagroda „Najlepszemu Strzelcowi”) – nagroda przyznawana corocznie najskuteczniejszemu strzelcowi w rosyjskich rozgrywkach hokeja na lodzie MHL.
Wyróżnienie nazwano imieniem i nazwiskiem hokeisty Borisa Majorowa.

## Nagrodzeni
| Sezon     | Zawodnik                  | Klub                                                          | Dorobek w sezonie zasadniczym             |
| --------- | ------------------------- | ------------------------------------------------------------- | ----------------------------------------- |
| 2009/2010 | Fiodor Małychin           | Awto Jekaterynburg                                            | 42 gole w 54 meczach                      |
| 2010/2011 | Siergiej Jemielin         | Tołpar Ufa                                                    | 40 goli w 63 meczach                      |
| 2011/2012 | Dienis Dawydow            | Sieriebrianyje Lwy Sankt Petersburg                           | 37 goli w 55 meczach                      |
| 2012/2013 | Aleksandr Barabanow       | SKA-1946 Sankt Petersburg                                     | 39 goli w 64 meczach                      |
| 2013/2014 | Aleksiej Mitrofanow       | Tołpar Ufa                                                    | 40 goli w 55 meczach                      |
| 2014/2015 | Iwan Łariczew             | SKA-1946 Sankt Petersburg                                     | 32 gole w 53 meczach                      |
| 2015/2016 | Rafael Bikmullin          | Rieaktor Niżniekamsk                                          | 34 gole w 44 meczach                      |
| 2016/2017 | Anton Kowalow             | Omskie Jastrieby                                              | 41 goli w 53 meczach                      |
| 2016/2017 | Anton Kowalow             | Omskie Jastrieby                                              | 41 w 53 meczach                           |
| 2017/2018 | Anton Ruban Nikita Dyniak | Kuznieckie Miedwiedi Nowokuźnieck MHK Dinamo Sankt Petersburg | 35 goli w 59 meczach 35 goli w 61 meczach |